# Alain de Solminihac
Alain de Solminihac (Saint-Aquilin, 25 de noviembre de 1593-Mercuès, 31 de diciembre de 1659), fue un hombre de la Iglesia del siglo XVII, obispo de Cahors.
Fue declarado venerable en junio de 1927 por el Papa Pío XI y luego beatificado en 1981 por el Papa Juan Pablo II.

## Juventud
A los 18 años, Alain de Solminihac no quería nada más que convertirse en caballero de la Orden de San Juan de Jerusalén y portar armas para defender la fe católica. Su tío, abad comandante de la abadía de Chancelade, fundada en 1133, lo nombró para sucederlo.
Por lo tanto, a la edad de 21 años se convirtió en un canónigo novicio regular. En 1614, cuando tomó su abadía, Chancelade fue arruinado por las guerras de religión.
Tras su profesión religiosa (1616) y su ordenación sacerdotal (1618), completó sus estudios eclesiásticos en París donde aplicó su lema: "Lo mejor posible, nunca la mitad de nada". En la capital, conoció a François de Sales (1619) y se hizo amigo de Vincent de Paul.

## Obispado
En 1623, recibió la bendición de la abadía y continuó la empresa de reconstrucción espiritual y material de Chancelade garantizándola mediante constituciones. En once años recibió la profesión religiosa de 54 novicios. Su método y sus preceptos se han aprendido de otras comunidades agustinas. Propuesto para ser nombrado obispo de Lavaur, fue a París para pedirle al rey Luis XIII que evitara estos honores. Pero el rey, impresionado por esta humildad, lo nombró en 1636 en una de las diócesis más grandes del reino, la diócesis de Cahors.
"El obispo a pesar de sí mismo" se prepara para este puesto durante un año. Estudia la vida de los santos obispos, particularmente la de Carlos Borromeo, estudia los actos de los concilios, en particular los del Concilio de Trento. El 27 de septiembre de 1637 fue consagrado obispo en la iglesia de Saint-Étienne-du-Mont de París por Charles de Montchal, arzobispo de Toulouse.
A continuación, puso todo su empeño en enderezar la diócesis de Cahors aplicando los tres principios de San Carlos Borromeo: encuentro inmediato de un sínodo diocesano, establecimiento de visitas pastorales y creación de un seminario diocesano. Se rodeó de un consejo episcopal y visitó incansablemente las parroquias rurales y puso orden en todas partes, por lo que visitó cada una de sus 800 parroquias nueve veces en 20 años de episcopado. Creó un seminario en Cahors y pidió a sus sacerdotes que predicaran en el idioma cotidiano, el idioma occitano. Para los fieles tiene un catecismo impreso en occitano. Creó múltiples fundaciones benéficas, orfanatos, hospitales, como los de los Incurables, Huérfanos. Trasladó y reconstruyó el gran hospital de Saint-Jacques, que se convertiría en el hospital general de Cahors. Su celo religioso también se desplegó contra los protestantes y los jansenistas. Como reacción a la iconoclasia de los protestantes, promovió la devoción a las imágenes. Para impulsar la devoción popular, hizo del retablo el centro de la decoración de la liturgia católica. Permitió así que los escultores y ebanistas de su diócesis, como Tournié de Gourdon, fueran los ilustradores locales de la Contrarreforma. Habiendo descubierto la gran pobreza de la población de Quercy después de un siglo de disturbios y guerras civiles, dio gran importancia a las empresas caritativas y utilizó los ingresos de su diócesis para crear sucesivamente un hospital y dos orfanatos, escuelas y colegios. Muy apegado a las decisiones del Concilio de Trento, favorece el desarrollo de un verdadero apostolado de los laicos con la creación de varias hermandades y sociedades en su diócesis. También fue un ardiente promotor de la primacía papal sobre las iglesias locales y se opuso a los escritos galicanistas de su tiempo.
Agotado por 22 años de duro trabajo, Alain de Solminihac murió el 31 de diciembre de 1659 en el castillo de Mercuès, residencia de los obispos.

## Veneración
Su primera biografía apareció en 1663, apenas cuatro años después de su muerte, y es obra de su vicario general, el padre Léonard Chastenet. Muy pronto su sucesor inmediato inició la instrucción de sus virtudes. El proceso continuó durante todo el siglo XVIII y el Papa Pío VI lo reconoció en agosto de 1783 como siervo de Dios. Pero el proceso fue interrumpido por la Revolución francesa y no fue hasta principios del siglo XX para ver relanzada la causa. No fue declarado venerable hasta junio de 1927 por el Papa Pío XI y luego beatificado en octubre de 1981 por el Papa Juan Pablo II. Por lo tanto, es reconocido como beato y celebrado el 31 de diciembre.
Del 21 al 23 de septiembre de 2018, la diócesis de Cahors celebró el 400 aniversario de la ordenación sacerdotal del Beato Alain de Solminihac con ceremonias especiales en Rocamadour, el santuario mariano que tanto amaba. Una tira cómica titulada Alain de Solminihac, obispo de Cahors de 1636 a 1659: su vida, su obra está dedicada a él con motivo de este aniversario.